# Aristias microps
Aristias microps is een vlokreeftensoort uit de familie van de Aristiidae. De wetenschappelijke naam van de soort werd in 1895 voor het eerst geldig gepubliceerd door Georg Ossian Sars.